# Red Bull RB5
Red Bull RB5 je vůz formule 1 týmu Red Bull Racing nasazený pro rok 2009. Jezdili v něm Australan Mark Webber a Němec Sebastian Vettel. Monopost byl představen 9. února 2009 v Jerezu.

## Popis
Monopost RB5 je třetím vozem Red Bullu, který navrhl designér Adrian Newey. Stejně jako v předchozím roce mu vypomáhal Geoff Willis. Vůz je poháněn motorem Renault RS27. Red Bull RB5 má úzkou, dlouhou, vysoce zdviženou přední část vozu. Vpředu vozu je mohutné křídlo, přesahující přes celou jeho šířku.

## Technická data
- Délka:
- Šířka:
- Výška:
- Celková hmotnost: 605 kg
- Rozchod kol vpředu:
- Rozchod kol vzadu:
- Rozvor:
- Převodovka: Red Bull 7 stupňů + 1 zpátečka
- Brzdy: Brembo
- Motor: Renault RS27 2.4 V8
  - V8 90°
  - Zdvihový objem: 2400
  - Výkon: ?/18 000 otáček
  - Ventily: 32
  - Mazivo: Total
  - Palivo: Total
  - Vstřikování Magneti Marelli
  - Palivový systém Magneti Marelli
- Pneumatiky: Bridgestone Potenza

## Výsledky v sezóně 2009

### Závody a kvalifikace
| Legenda k tabulce | Legenda k tabulce                                                                       |
| Barva             | Výsledek                                                                                |
| ----------------- | --------------------------------------------------------------------------------------- |
| Zlatá             | Vítěz                                                                                   |
| Stříbrná          | 2. místo                                                                                |
| Bronzová          | 3. místo                                                                                |
| Zelená            | Bodované umístění                                                                       |
| Modrá             | Nebodované umístění                                                                     |
| Modrá             | Dokončil neklasifikován (NC)                                                            |
| Fialová           | Odstoupil (Ret)                                                                         |
| Červená           | Nekvalifikoval se (DNQ)                                                                 |
| Červená           | Nepředkvalifikoval se (DNPQ)                                                            |
| Černá             | Diskvalifikován (DSQ)                                                                   |
| Bílá              | Nestartoval (DNS)                                                                       |
| Bílá              | Závod zrušen (C)                                                                        |
| Světle modrá      | Pouze trénoval (PO)                                                                     |
| Světle modrá      | Páteční testovací jezdec (TD)                                                           |
| Bez barvy         | Netrénoval (DNP)                                                                        |
| Bez barvy         | Vyřazen (EX)                                                                            |
| Bez barvy         | Nepřijel (DNA)                                                                          |
| Bez barvy         | Odvolal účast (WD)                                                                      |
| Bez barvy         | Nezúčastnil se (prázdné)                                                                |
| Označení          | Význam                                                                                  |
| Tučnost           | Pole position                                                                           |
| Kurzíva           | Nejrychlejší kolo                                                                       |
| †                 | Jezdec nedojel do cíle, ale byl klasifikován, protože odjel více než 90 % délky závodu. |
| ‡                 | Byl udělován poloviční počet bodů, protože bylo odjeto méně než 75 % délky závodu.      |
| Horní index       | Umístění bodujících jezdců ve sprintu                                                   |

| Rok  | Šasi         | Motor               | Pneu | Jezdci      | 1   | 2    | 3   | 4   | 5   | 6   | 7   | 8   | 9   | 10  | 11  | 12  | 13  | 14  | 15  | 16  | 17  | Body   | Umístění |
| ---- | ------------ | ------------------- | ---- | ----------- | --- | ---- | --- | --- | --- | --- | --- | --- | --- | --- | --- | --- | --- | --- | --- | --- | --- | ------ | -------- |
| 2009 | Red Bull RB5 | Renault RS27 2.4 V8 | B    | Závod       | AUS | MAL  | CHN | BHR | ESP | MON | TUR | GBR | GER | HUN | EUR | BEL | ITA | SIN | JPN | BRA | ABU | 153,5  | 2.       |
| 2009 | Red Bull RB5 | Renault RS27 2.4 V8 | B    | Webber      | 12  | 6 ‡  | 2   | 11  | 3   | 5   | 2   | 2   | 1   | 3   | 9   | 9   | Ret | Ret | 17  | 1   | 2   | 153,5  | 2.       |
| 2009 | Red Bull RB5 | Renault RS27 2.4 V8 | B    | Vettel      | 13  | 15   | 1   | 2   | 4   | Ret | 3   | 1   | 2   | Ret | Ret | 3   | 8   | 4   | 1   | 4   | 1   | 153,5  | 2.       |
| 2009 | Red Bull RB5 | Renault RS27 2.4 V8 | B    | Kvalifikace | AUS | MAL  | CHN | BHR | ESP | MON | TUR | GBR | GER | HUN | EUR | BEL | ITA | SIN | JPN | BRA | ABU | Průměr | Průměr   |
| 2009 | Red Bull RB5 | Renault RS27 2.4 V8 | B    | Webber      | 8   | 5    | 3   | 19  | 5   | 8   | 4   | 3   | 1   | 3   | 9   | 9   | 10  | 4   | 20  | 2   | 3   | 6,82   | 5,65     |
| 2009 | Red Bull RB5 | Renault RS27 2.4 V8 | B    | Vettel      | 3   | 13 1 | 1   | 3   | 2   | 4   | 1   | 1   | 4   | 2   | 4   | 8   | 9   | 2   | 1   | 16  | 2   | 4,47   | 5,65     |

- ‡ - Udělen pouze poloviční počet bodů, protože bylo odjeto méně než 75% délky závodu.
- 1 - Sebastian Vettel penalizován posunutím o deset míst za kolizi s Robertem Kubicou v Grand Prix Austrálie.

### Přehled umístění v tréninku
| Jezdci           | 1   | 1   | 1    | 2   | 2   | 2    | 3   | 3   | 3    | 4   | 4   | 4    | 5   | 5   | 5    | 6   | 6   | 6    | 7   | 7   | 7    | 8   | 8   | 8    | 9   | 9   | 9    | 10  | 10  | 10   | 11  | 11  | 11   | 12  | 12  | 12   | 13  | 13  | 13   | 14  | 14  | 14   | 15  | 15  | 15   | 16  | 16  | 16   | 17  | 17  | 17   |
| ---------------- | --- | --- | ---- | --- | --- | ---- | --- | --- | ---- | --- | --- | ---- | --- | --- | ---- | --- | --- | ---- | --- | --- | ---- | --- | --- | ---- | --- | --- | ---- | --- | --- | ---- | --- | --- | ---- | --- | --- | ---- | --- | --- | ---- | --- | --- | ---- | --- | --- | ---- | --- | --- | ---- | --- | --- | ---- |
| 2009             | AUS | AUS | AUS  | MAL | MAL | MAL  | CHN | CHN | CHN  | BHR | BHR | BHR  | ESP | ESP | ESP  | MON | MON | MON  | TUR | TUR | TUR  | GBR | GBR | GBR  | GER | GER | GER  | HUN | HUN | HUN  | EUR | EUR | EUR  | BEL | BEL | BEL  | ITA | ITA | ITA  | SIN | SIN | SIN  | JPN | JPN | JPN  | BRA | BRA | BRA  | ABU | ABU | ABU  |
| Red Bull         | I.  | II. | III. | I.  | II. | III. | I.  | II. | III. | I.  | II. | III. | I.  | II. | III. | I.  | II. | III. | I.  | II. | III. | I.  | II. | III. | I.  | II. | III. | I.  | II. | III. | I.  | II. | III. | I.  | II. | III. | I.  | II. | III. | I.  | II. | III. | I.  | II. | III. | I.  | II. | III. | I.  | II. | III. |
| Mark Webber      | 17  | 4   | 7    | 8   | 5   | 2    | 5   | 4   | 15   | 9   | 5   | 18   | 12  | 5   | 13   | 10  | 12  | 10   | 15  | 9   | 13   | 2   | 2   | 9    | 1   | 4   | 5    | 4   | 4   | 9    | 8   | 14  | 17   | 17  | 4   | 20   | 9   | 14  | 17   | 3   | 6   | 13   | 11  | 13  | 19   | 1   | 4   | 10   | 8   | 7   | 15   |
| Sebastian Vettel | 20  | 8   | 13   | 9   | 3   | 6    | 12  | 5   | 16   | 12  | 4   | 11   | 13  | 7   | 16   | 13  | 6   | 8    | 4   | 5   | 10   | 1   | 1   | 4    | 8   | 2   | 4    | 15  | 6   | 10   | 5   | 9   | 18   | 19  | 10  | 14   | 18  | 18  | 18   | 5   | 1   | 2    | 17  | 2   | 4    | 3   | 7   | 15   | 3   | 4   | 11   |